# Liste der Monuments historiques in Ambonville
Die Liste der Monuments historiques in Ambonville führt die Monuments historiques in der französischen Gemeinde Ambonville auf.

## Liste der Objekte
| Bezeichnung      | Beschreibung                     | Standort                        | Kennzeichnung | Schutzstatus | Datum | Bild |
| ---------------- | -------------------------------- | ------------------------------- | ------------- | ------------ | ----- | ---- |
| Zelebrantenstuhl | Holz, Mitte des 19. Jahrhunderts | in der Kirche St-Bénigne (Lage) | PM52000007    | Classé       | 1982  |      |